# Nippon Academy-shō
Nippon Academy-shō (japanska: 日本アカデミー賞?, Nippon Akademī-shō), på engelska ofta benämnt Japan Academy Film Prize eller Japan Academy Awards, är ett japanskt filmpris. Det utdelas årligen, sedan 1978, av den japanska organisationen Nippon Academy-shō Association (ibland kallad Japanska filmakademin) för framstående insatser inom den japanska filmen. Priset delas ut i ett antal kategorier snarlikt det amerikanska Oscar.
Prisstatyetten mäter 27 x 11 x 11 centimeter.

## Priskategorier
| - Årets film - Årets animerade film - Årets regissör - Årets filmmanus - Bästa manliga huvudroll - Bästa kvinnliga huvudroll - Bästa manliga biroll - Bästa kvinnliga biroll - Bästa filmmusik - Bästa foto - Bästa ljussättning - Bästa konstnärliga ledning - Bästa ljud - Bästa klippning - Årets filminsats - Årets utländska film - Årets nykomling - Publikpriset - Akademins hederspris - Ordförandens specialpris - Akademins specialpris |